# Emíre Khidayer
Emíre Khidayer (* 1971, Piešťany) je slovenská diplomatka, podnikatelka a spisovatelka. Je autorkou několika rozhlasových seriálů a několikrát vystoupila jako host v arabských, českých a slovenských televizích a rozhlasech. Na Univerzitě Komenského v Bratislavě vystudovala arabistiku, anglistiku a islamistiku, z arabských studií má i doktorát. Studium arabistiky pokračovalo stipendiem na univerzitě Ajn Šams v Káhiře.

## Diplomatická praxe
- 1997–2000 – Egypt
- 2001–2007 – Irák, Kuvajt
- 2015 – Súdán, poradkyně hlavniho představitele všech agentur OSN[3]

## Praxe v byznysu
- manažerka (managing director) firmy GCWare Middle East v Dubai Internet City, firma působila i v Ománu, Saúdské Arábii a Sýrii. Nabízené produkty obsahovaly dopravní informační systém, systém pro vozové parky, řešení pro bezpečnost potrubí atd.[4]
- na Slovensku působila v oblasti IT a telekomunikací, teď provozuje vydavatelství ROTRAN

## Autorská tvorba

### Odborné články a překlady
- návrh na přepis arabských slov do slovenštiny[5]
- překlady povídek egyptských autorů do slovenštiny

### Rozhlasové relace
- 2005 – rádio Twist – seriál Cesta po arabskom svete
- 2012 – 5dílný seriál povídek Príbehy zo Sumhuramu (RTVS), cestopisný 5dílný seriál Po arabsky pro RTVS (Omán, Jemen, Maroko, Sudán, Sviatky nás zbližujú)

### Knihy
- Arabský svet – Iná planéta? (2009 a 2012), v češtině Arabský svět – jiná planeta? (2011 a 2016)[6]
- Príbehy zo Sumhuramu (2010), anglicky Tales from Sumhuram (2012)[7]
- Život po arabsky (2010), v češtině Život po arabsku (2012), polsky Zicie po arabsku (2013)[8]
- Dubajské tajomstvá, v češtině Taje Dubaje (obě knihy vyšly v roce 2013 v autorčině vydavatelství ROTRAN)[9]